# کاچانیک
کاچانیک (به صربی: Качаник) شهری در منطقه اوروشواس کشور کوزوو است که در سرشماری سال ۲۰۱۱ میلادی، ۳۳٬۴۵۴ نفر جمعیت داشته‌است.

## نگارخانه

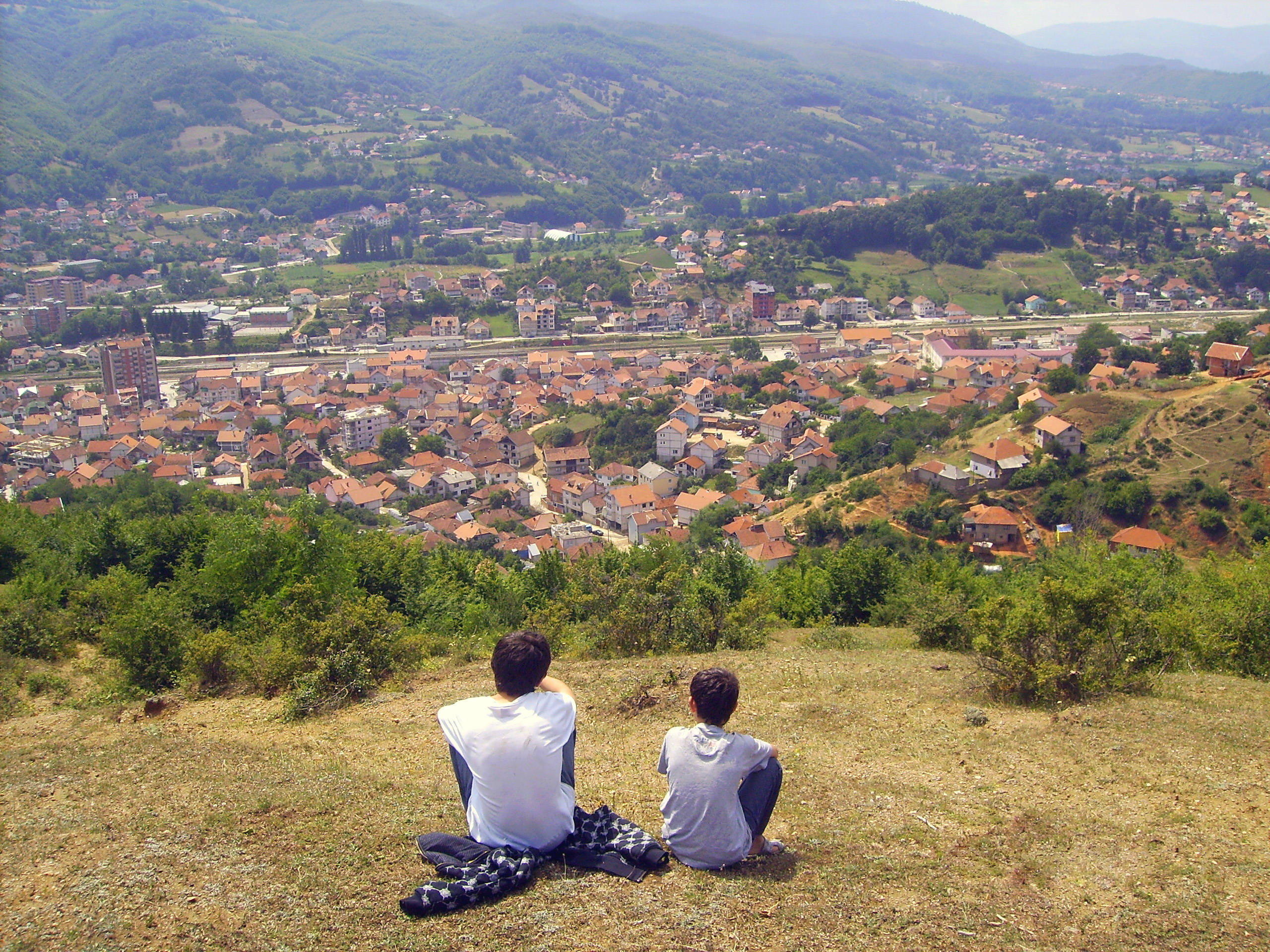
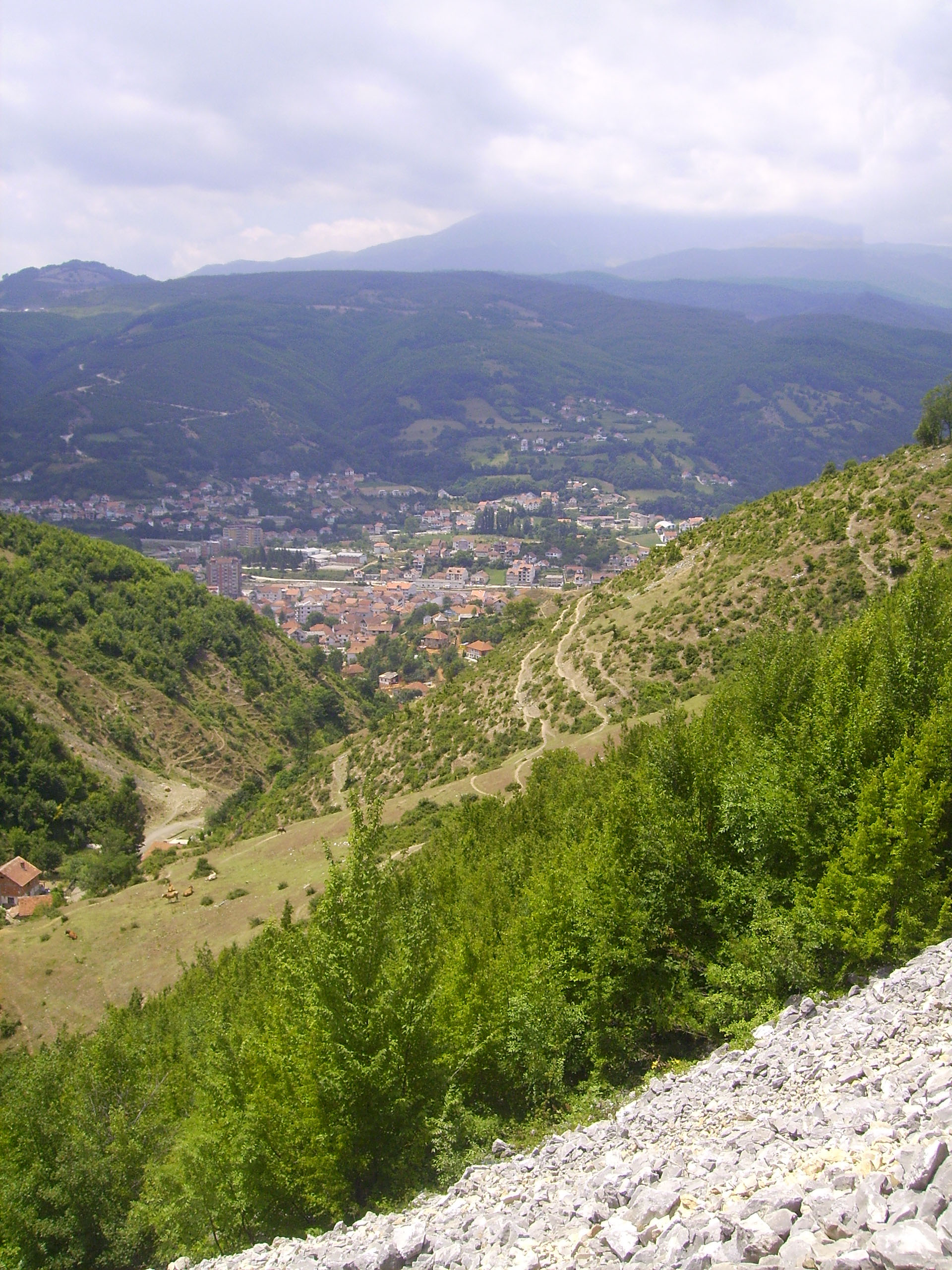